# Synagoge (Brühl)

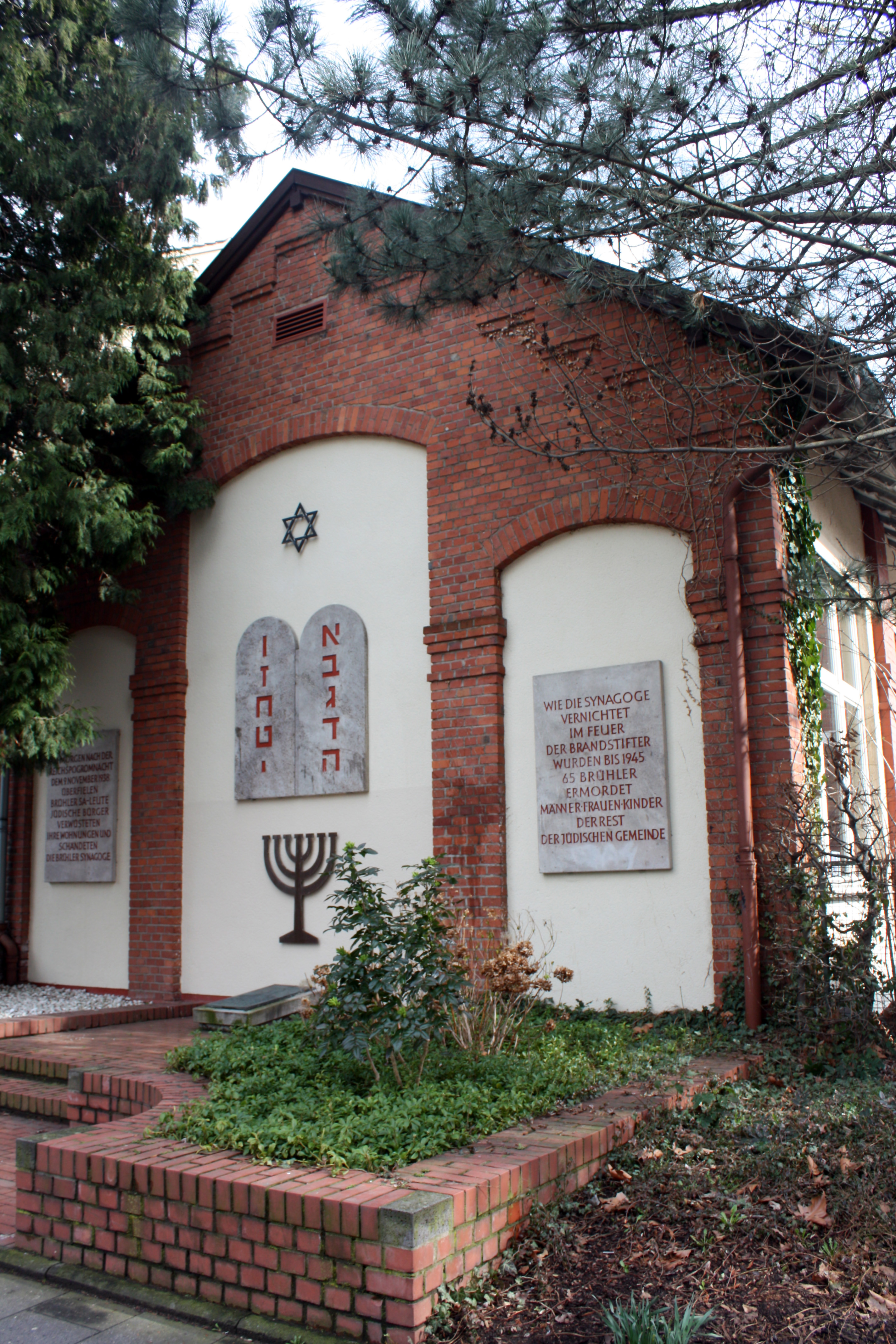
Gedenkstätte neben dem Synagogengrundstück

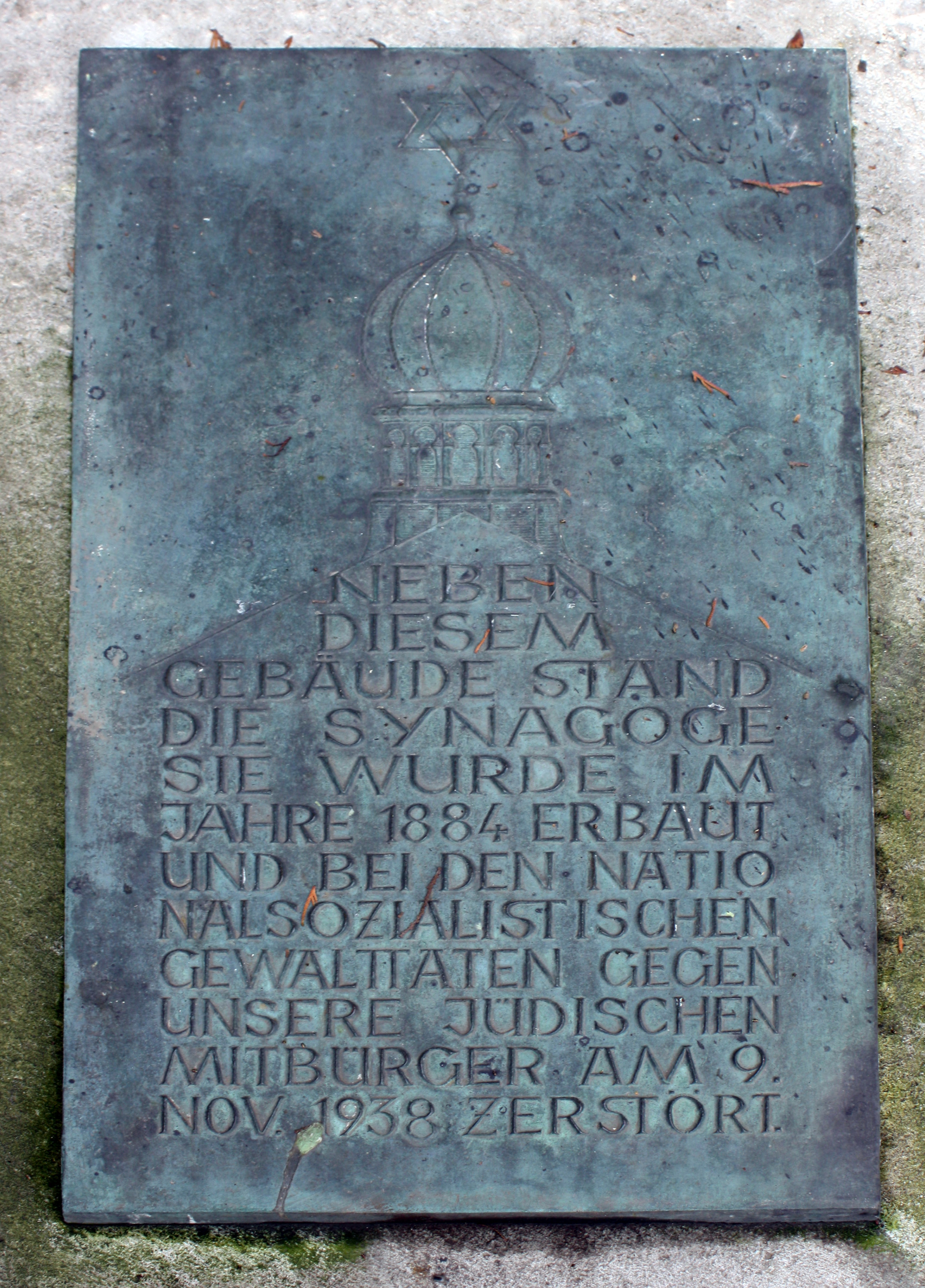
Gedenktafel für die jüdische Gemeinde Brühl, mit falscher Jahreszahl für die Bauausführung der Synagoge

Die Synagoge in Brühl, einer Stadt in Nordrhein-Westfalen, wurde 1881/82 erbaut und während der Novemberpogrome zerstört. Sie befand sich in der Friedrichstraße.

## Geschichte
Die jüdische Gemeinde Brühl besaß eine Betstube in der Uhlstraße 30/32. Als die Gemeinde größer wurde, plante man ab den 1860er Jahren den Bau einer Synagoge. Das Bauwerk wurde nach den Plänen des Deutzer kommunalen Baumeisters Müller errichtet. Ein Schulzimmer befand sich ebenfalls in dem Gebäude.

## Zeit des Nationalsozialismus
Am 10. November 1938 wurde die Synagoge verwüstet und in Brand gesteckt. Ein Privatmann, der das Grundstück 1939 erwarb, ließ umgehend die Reste der Synagoge abtragen.

## Architektur
Die Synagoge war ein eingeschossiger Backsteinbau mit Satteldach, der mit der Giebelseite zur Friedrichstraße hin ausgerichtet war. Das Portal und die Fenster hatten Hufeisenbögen. Der Eingang wurde von zwei mit Kapitellen geschmückten Säulen flankiert. Der Giebel besaß einen zentralen Okulus und ein umlaufender Rundbogenfries umgab das Gebäude. 1908 wurde ein Zwiebelturm aufgesetzt, der von einem Davidstern bekrönt wurde.

## Gedenken
Ein Teil der Friedrichstraße heißt heute An der Synagoge. Neben dem Synagogengrundstück wurde am 9. November 1993 eine Gedenkstätte eingeweiht.